# 日本下水道事業団
日本下水道事業団（にほんげすいどうじぎょうだん、英：Japan Sewage Works Agency、略称：JS）は、日本下水道事業団法に基づいて設置されている地方共同法人。
事業団は、国土交通省の監督のもとにあり、毎年度の事業の開始前に予算及び事業計画を作成し、国土交通大臣の認可を受けることになっている（日本下水道事業団法第25条）。

## 沿革
- 日本下水道事業団の前身は、下水道事業センター法に基づいて昭和47年11月に設立された下水道事業センターである。国及び地方公共団体の折半出資により設立された。下水道事業者の不足問題に対応するため、下水道技術者のプール機関として設置されたもので、技術援助を主たる業務として実施するほか、国および地方公共団体から業務運営補助金を受けて、研修、試験研究を実施。建設省の認可法人である。（なお、業務運営補助金は平成25年度をもって廃止された。）
- 昭和50年8月には、水質環境基準の設定が全国に及び、下水道の整備が国家的課題として認識されてきたこと、地方公共団体からの強い要請により、下水道施設の建設へ重点化を強化すべく、「日本下水道事業団」が誕生した。
- 昭和61年には、財政投融資資金を活用した下水汚泥広域処理事業（エース事業）が実施されることとなり、改組。
- 平成7年、日本下水道事業団が発注する電気設備工事をめぐって談合事件が生じ、日本下水道事業団の工務部次長（当時）が起訴された。
- 平成15年10月、地方公共団体が主体となって業務運営を行う地方共同法人となった。これまでの国と地方公共団体の共同出資から、地方公共団体のみの出資へとなるとともに、評議員会を議決機関化し、評議員の主要メンバーを地方公共団体の代表で構成することとした。
- 東日本大震災の発生時、国土交通省と連携して現地入りし、南蒲生浄化センター（宮城県仙台市）を初めとした津波で大規模な被害を被った東北・関東地方太平洋沿岸の終末処理場等の応急復旧支援を行った。
- 令和5年2月、政府は令和6年能登半島地震の教訓を踏まえ「災害対策基本法等の一部を改正する法律案」を閣議決定し、第217回国会に提出した。このうち水道法では、水道施設の災害復旧工事を事業団が実施できる特例を設け、あらかじめ水道事業者等との協定で手続等を定めておくこととされた。
- 令和7年1月28日に発生した埼玉県八潮市道路陥没事故では、事業団は埼玉県からの要請を受け、災害対策用高揚程排水ポンプの設置・運用を実施した。これは事業団として初の災害時対応による排水ポンプ支援であり、管破損箇所への汚水流入を抑制し、マンホールから中川水循環センターへの汚水移送を可能とする措置であった。

## 特徴
- 地方公共団体の長及び学識経験者が発起人となって建設大臣（現国土交通大臣）の認可を受けて設立された法人である。
- 地方公共団体からの出資及び資金援助を受けるとともに、地方公共団体の代表が構成員の大多数を占める評議員会を議決機関とする法人（いわゆる「地方共同法人」）である。
- 下水道整備の推進という国の政策目的を達成するため、国は資金補助及び人的・技術的支援を行うとともに、予算、事業計画、役員の選任に対する国土交通大臣の認可等を通じて所要の監督を行うものである。
- 地方公共団体の委託に基づき、終末処理場等の建設工事等についての当該地方公共団体の代行を主たる業務とする。
- 地方公共団体は、日本下水道事業団の支援を受けることで、インハウスエンジニアの雇用を抑えることができる上、施設の建設・設計・維持管理等の技術水準の担保が可能となる。
- 処理場の設計・建設実績は約1531箇所であり、日本の下水処理場の約7割を占めている。（2025年3月時点）
- 日本下水道事業団法第25条により役員および職員は公務に従事する職員とみなされる。（みなし公務員）

## 主な業務
- 地方公共団体の委託に基づく終末処理場等の建設
- 地方公共団体の委託に基づく下水道施設の設置等の設計
- 地方公共団体の委託に基づく下水道の維持管理等に関する技術的援助
- 地方公共団体の委託に基づく下水道の工事監督管理及び終末処理場等の維持管理
- 国及び地方公共団体の下水道技術職員の養成・訓練
- 下水道の設計担当者等の技術検定
- 下水道に関する技術開発及び実用化のための試験研究等

## 組織
- 本社（〒113-0034 東京都文京区湯島2-31-27 湯島台ビル）
  - 経営企画部
    - 総務課
    - 経営企画課
    - 広報課
    - 人事課
    - 会計課

  - 事業統括部
    - 計画課
    - 技術監理課
    - 事業調整課

  - ソリューション推進部
    - ソリューション企画課
    - 事業経営支援課
    - PPP・広域化推進課

  - DX戦略部
    - DX企画課
    - 建設DX課
    - システムマネジメント課

  - 技術開発室
    - 真岡分室（技術開発実験センター）（〒321-4334 栃木県真岡市八木岡1309）

  - 国際戦略室
  - 監査室
- 研修センター（〒335-0037 埼玉県戸田市下笹目5141）研修センター
  - 研修企画課
  - 管理課
- 設計センター

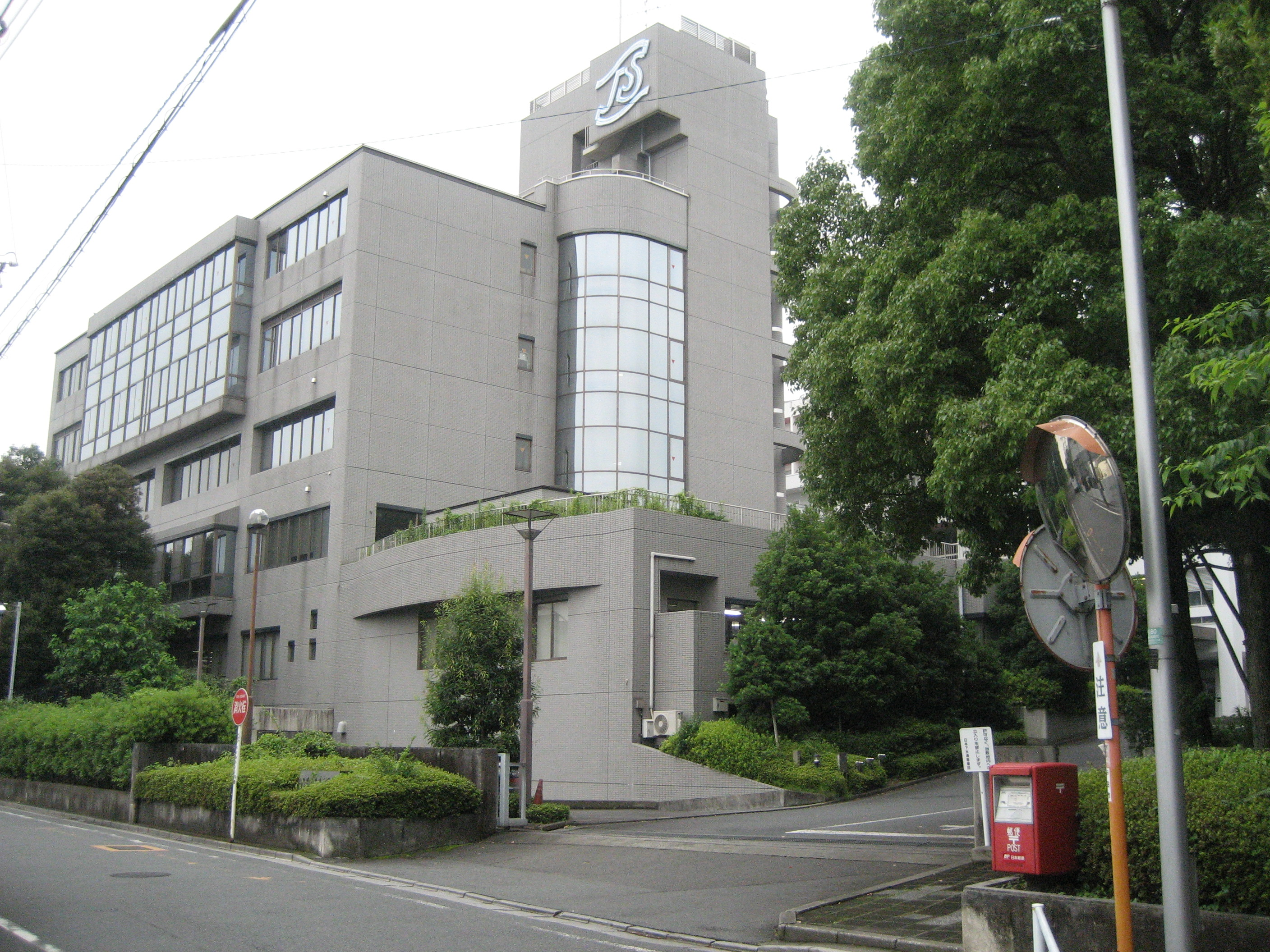
研修センター

  - 東日本設計センター（〒113-0034 東京都文京区湯島2-31-27 湯島台ビル）
    - 企画調整課
    - 計画支援課
    - 土木設計課
    - 建築設計課
    - 機械設計課
    - 電気設計課

  - 西日本設計センター（〒541-0056 大阪府大阪市中央区久太郎町4-1-3 大阪御堂筋ビル6F）
    - 企画調整課
    - 計画支援課
    - 土木設計課
    - 建築設計課
    - 機械設計課
    - 電気設計課
- 総合事務所
  - 北海道総合事務所（〒060-0001 北海道札幌市中央区北1条西2丁目 オーク札幌ビル4Ｆ）
    - 総務・協定課
    - 施工管理課
    - 運用支援課
    - プロジェクトマネジメント室

  - 東北総合事務所（〒980-0014 宮城県仙台市青葉区本町1-11-2 SK小田急ビル）
    - 総務・協定課
    - 施工管理課
    - 運用支援課
    - プロジェクトマネジメント室
    - 青森事務所
    - 岩手事務所
    - 秋田事務所
    - 山形事務所
    - 福島事務所

  - 関東・北陸総合事務所（〒113-0034 東京都文京区湯島2-31-27 湯島台ビル）
    - 総務・協定課
    - 契約課
    - 施工管理課
    - 運用支援課
    - プロジェクトマネジメント室
    - 茨城事務所
    - 栃木事務所
    - 群馬事務所
    - 埼玉事務所
    - 千葉事務所
    - 神奈川事務所
    - 新潟事務所
    - 北陸事務所
    - 長野事務所
    - 松本分室

  - 東海総合事務所（〒465-0082 愛知県名古屋市東区徳川1-15-30 名古屋リザンビル7F）
    - 総務・協定課
    - 施工管理課
    - 運用支援課
    - プロジェクトマネジメント室
    - 桑名分室
    - 磐田分室
    - 静岡事務所

  - 近畿総合事務所（〒541-0056 大阪府大阪市中央区久太郎町4-1-3 大阪御堂筋ビル6F）
    - 総務・協定課
    - 契約課
    - 施工管理課
    - 運用支援課
    - プロジェクトマネジメント室
    - 福井事務所
    - 滋賀事務所
    - 京都分室
    - 大阪湾事務所
    - 兵庫事務所

  - 中国・四国総合事務所（〒700-0821 岡山県岡山市北区中山下１丁目９番４０号  新岡山ビル８階）
    - 総務・協定課
    - 施工管理課
    - 運用支援課
    - プロジェクトマネジメント室
    - 鳥取事務所
    - 島根事務所
    - 広島事務所
    - 山口事務所
    - 徳島事務所
    - 香川事務所
    - 愛媛事務所
    - 高知事務所

  - 九州総合事務所（〒803-0802 福岡県北九州市小倉北区東港1-1-18）
    - 総務・協定課
    - 施工管理課
    - 運用支援課
    - プロジェクトマネジメント室
    - 佐賀事務所
    - 長崎事務所
    - 熊本事務所
    - 大分事務所
    - 宮崎事務所
    - 鹿児島事務所
    - 沖縄事務所

## 関連組織
- 国土交通省 水管理・国土保全局
- 一般財団法人 下水道事業支援センター